# شیء ساکورای
شی ساکورای یک ستاره است که در صورت فلکی کمان قرار دارد.